# Millennium New York Downtown
Il Millennium New York Downtown è un albergo di Lower Manhattan, New York.
È situato all'angolo tra Fulton Street e Church Street, adiacente alla 195 Broadway. Inaugurato nel settembre 1992 dall'imprenditore Peter Kalikow e venduto nel giugno 1994 dalla CDL Hotels, che l'anno successivo divenne Millennium & Copthorne Hotels. Si trattava di uno dei quattro hotel di proprietà della Millennium & Copthorne a essere gestito direttamente dalla Hilton Worldwide, fino al 2022.